# 구로다 후쿠미
구로다 후쿠미(일본어: 黒田 福美, 1956년 7월 21일 - )는 도쿄도 출신의 배우이다. 일본의 대표적 지한파 배우이다.

## 학교
- 도쿄도 타쓰 유타카 타마 고등학교
- 도호 학원 대학교 연극 학과

## 방송
- 1985년 《전격전대 체인지 맨》
- 1989년 《스위트 홈》
- 1997년 《프라이빗 액트리스》 에가와 마나미 역
- 2004년 《유리화》 야마모토 케이꼬 역
- 2005년 《여왕의 교실》 사토 요시에 역
- 2009년 《메이드 형사》
- 2011년 《머슬 걸!》
- 2012년 《실험형사 토토리 1》
- 2013년 《DOCTORS 1 최강의 명의》
- 2016년 《검사의 숙원》
- 2017년 《특수 범죄과 하나시마 와타루》

## 영화
- 1970년 《일본 전후사 - 마담 옹보로의 생활》
- 1985년 《민들레》
- 1990년 《아게망》 키오카 역
- 2004년 《호숫가 살인사건》 토마 카즈에 역
- 2010년 《머나먼 하늘》 마스키의 어머니 역
- 2010년 《제로 포커스》 죠죠 야스코 역
- 2017년 《스카브로》

## 저서
- 2002년 5월 25일 《서울의 달인》
- 2002년 5월 25일 《사랑하므니다》
- 2018년 10월 29일 《그래도 나는 포기하지 않는다》

## 경력
- 2013년 경기도 관광 홍보대사
- 2011년 합천군 문화관광 홍보대사
- 2011년 여수세계박람회 홍보대사
- 2010년 경상북도 포항시 홍보대사
- 2002년 한•일 월드컵 일본조직위원회 이사

## 한국과의 관계
2002 FIFA 월드컵에서 활동을 시작했고, 노태우 대통령이 일본을 공식 방문했을 당시에 열린 가이후 도시키 수상 주최 만찬회에서 초대된 일도 있었다. 한국에 관련된 책도 출판을 많이 하고 있다.
그녀의 부모는 그녀의 적극적인 한국홍보활동을 두고, 마치 그녀가 재일한국인의 혈통이기 때문에 그렇다라는 식으로 여겨지는 것을 걱정하여 중지할 것을 종용하고 있다고 한다. 한국에 대한 긍정적 관점의 피력은 필연적으로 일부 일본인들로부터 지나치게 조국 일본을 비하하고 있다는 비판도 받고 있다.

## 같이 보기
- 구사나기 쓰요시(초난강)